# Jim Kahr

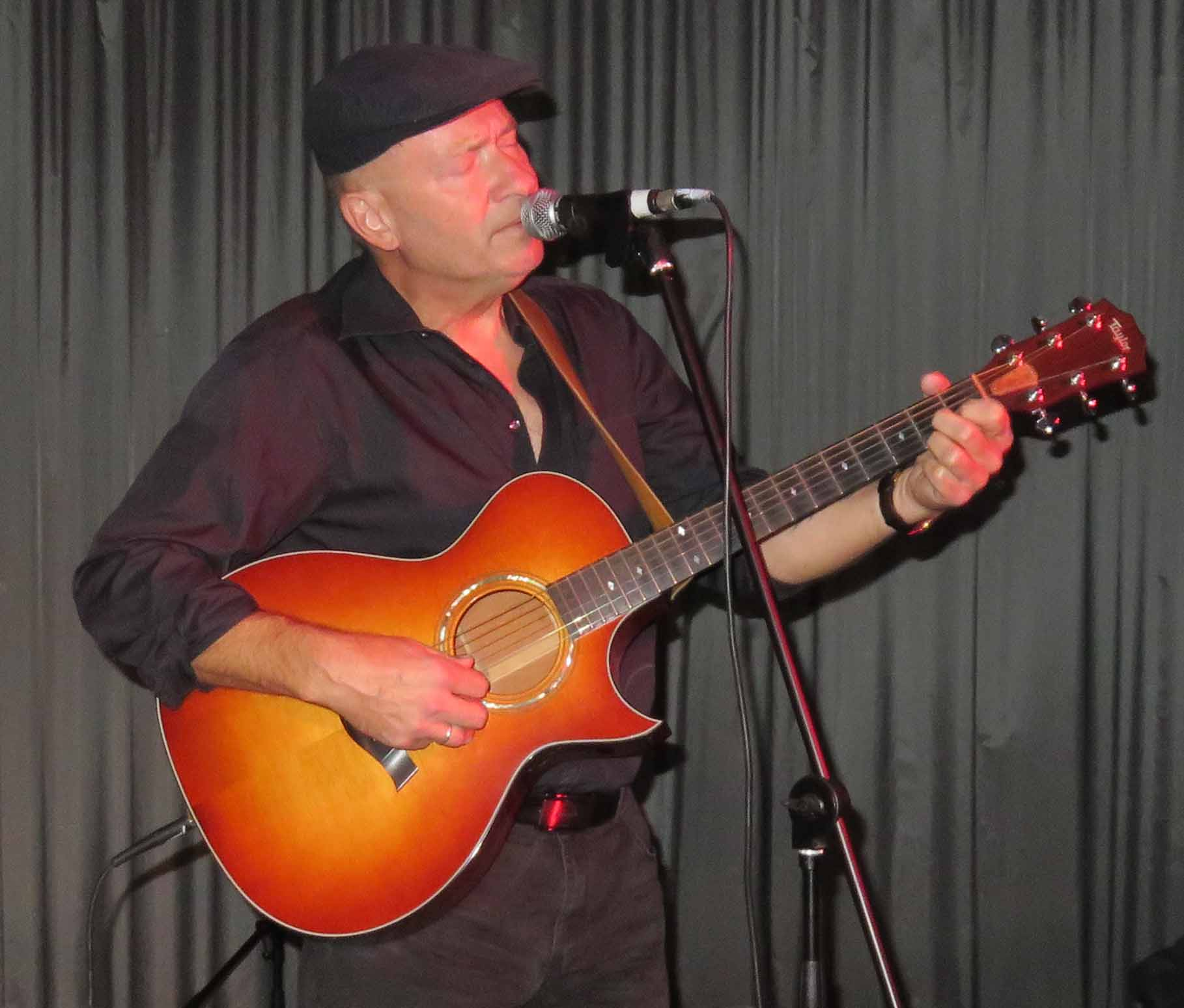
Jim Kahr (im Konzert mit Peter Karp in Mannheim, 2016)

Jim Kahr (* in Chicago, Illinois; fl. 1970er–) ist ein US-amerikanischer Gitarrist und Sänger (Chicago-Blues).

## Leben
Kahr war Anfang der 1970er Jahre Mitglied der Bobby Blue Bland Band, bevor er u. a. mit Junior Wells, Buddy Guy, Koko Taylor oder Jimmy Rogers auftrat. Danach wurde er von unterschiedlichen Stars wie John Lee Hooker (1978) oder Freddie King engagiert.

## Diskografie (Auswahl)
- 1978: Live+Well mit John Lee Hooker & The Coast to Coast Blues Band
- 1985: Solo (My Guitar And I Haved Travelled) (L+R Records)
- 1992: Back to Chicago (Acoustic Music Records)
- 1993: Burnin' The Blues (Live In Berlin) (Acoustic Music Records)
- 1996: Incredibly Live! (Acoustic Music Records)
- 2002: Nothin’ to Lose (in-akustik)